# YRP野比駅
YRP野比駅（ワイアールピーのびえき）は、神奈川県横須賀市野比一丁目にある、京浜急行電鉄久里浜線の駅である。駅番号はKK68。関東地方の鉄道駅では唯一、駅名にアルファベットが使われている。

## 歴史
- 1963年（昭和38年）11月1日 - 久里浜線の終点・野比駅として開業。
- 1966年（昭和41年）3月27日 - 久里浜線が津久井浜駅まで延伸し、途中駅になる。
- 1998年（平成10年）4月1日 - 横須賀リサーチパーク開園によりその英語略を付したYRP野比駅に改称し、同時に新駅舎供用開始[1][2]。
- 2019年（令和元年）
  - 7月8日 - 京急グループ120周年記念事業の一環としてアニメ放送20周年を迎えるワンピースと京浜急行電鉄とのコラボが実施され、9月16日までの期間限定で当駅名看板が「Yアールフィ野比〜駅」に変わる[3]。京急電鉄によると腕が伸びる主人公ルフィの特徴を駅名に反映させたとのこと[4]。

## 駅構造
相対式ホーム2面2線を有する地上駅だが、改札口付近は高架構造となっている。改札口は駅の南寄り、ホーム下に1箇所設置されている。単線区間に属し、列車交換が可能である。

### のりば
| 番線 | 路線     | 方向 | 行先                 |
| ---- | -------- | ---- | -------------------- |
| 1    | 久里浜線 | 下り | 三浦海岸・三崎口方面 |
| 2    | 久里浜線 | 上り | 横浜・品川方面       |

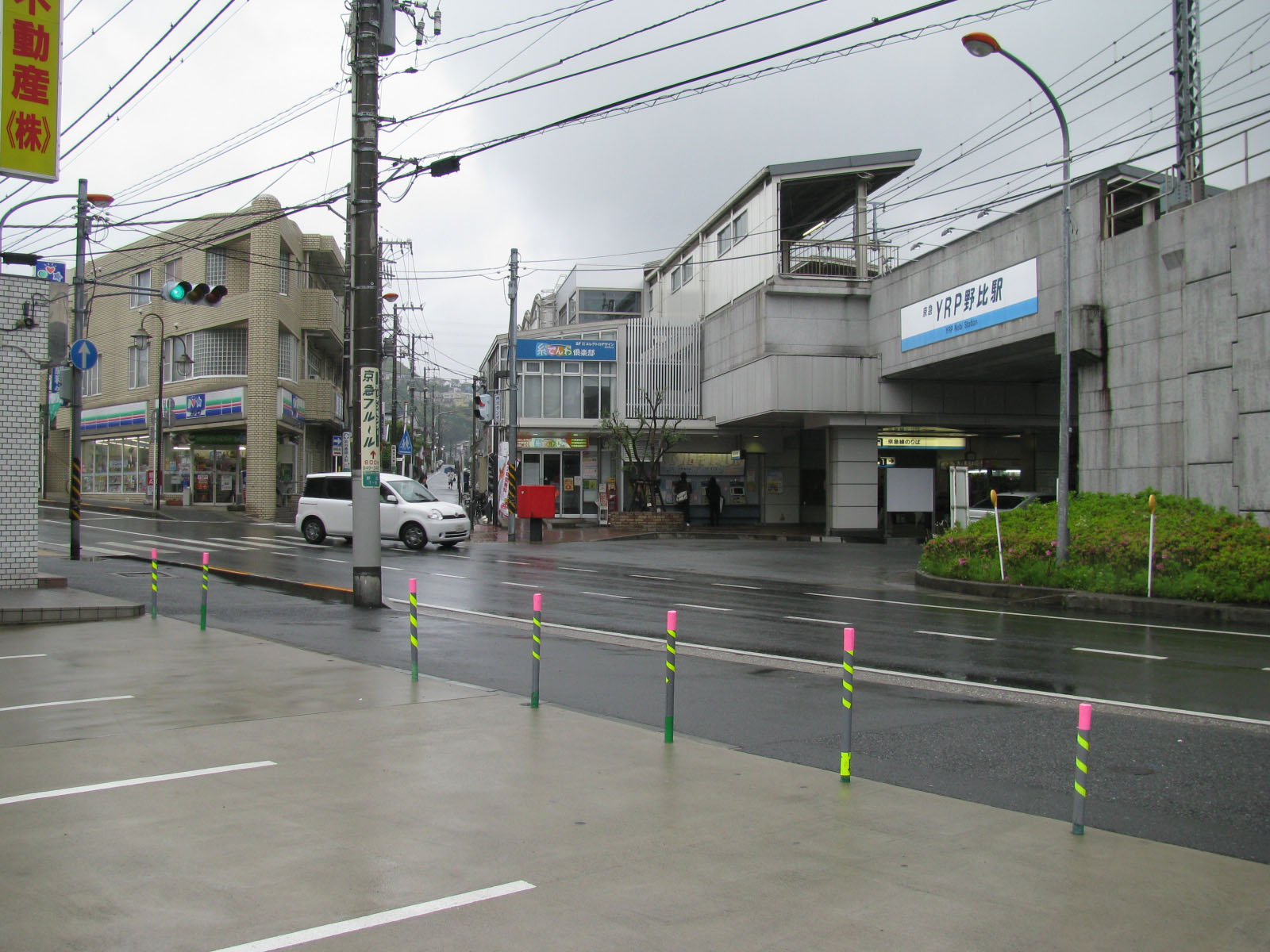
駅北側（2008年5月）
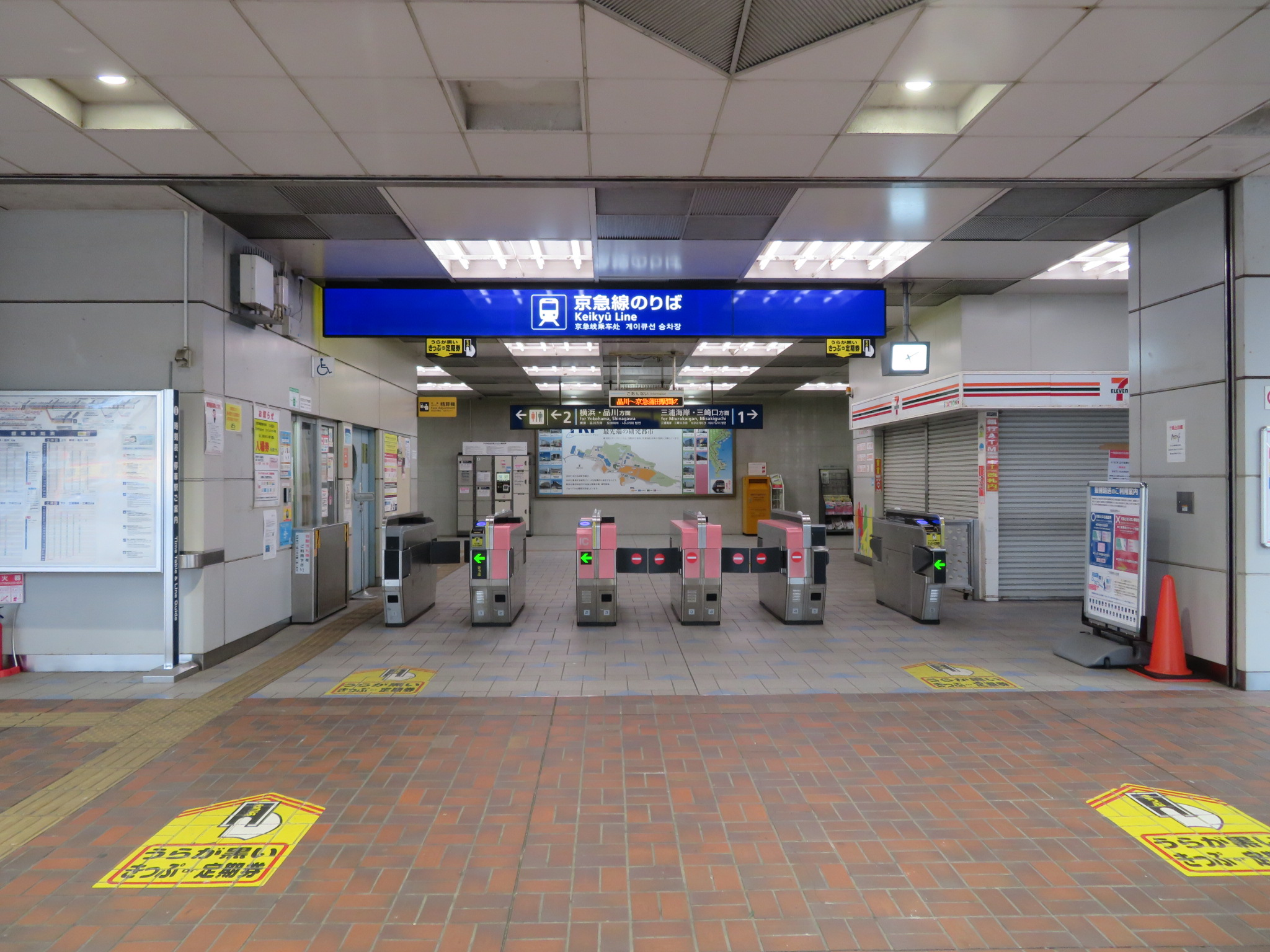
改札口（2020年5月）
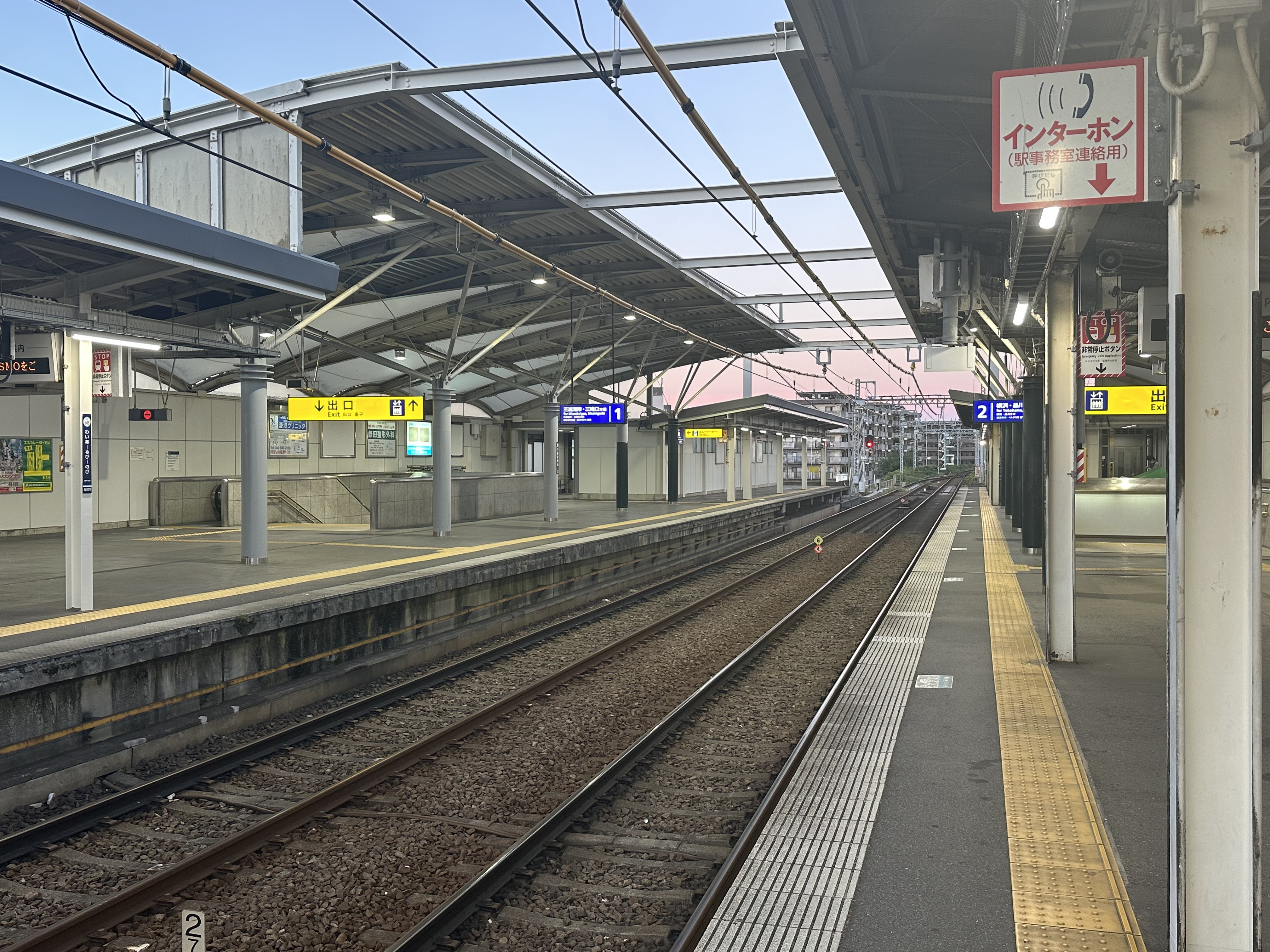
ホーム（2023年7月）

## 利用状況
2024年（令和6年）度の1日平均乗降人員は14,623人であり、京急線全72駅中47位。
近年の1日平均乗降人員と乗車人員の推移は下記の通り。
| 年度               | 1日平均 乗降人員 | 1日平均 乗車人員 | 出典     |
| ------------------ | ---------------- | ---------------- | -------- |
| 1995年（平成07年） |                  | 8,908            | [ * 1 ]  |
| 1998年（平成10年） |                  | 8,991            | [ * 2 ]  |
| 1999年（平成11年） |                  | 9,463            | [ * 3 ]  |
| 2000年（平成12年） |                  | 9,808            | [ * 3 ]  |
| 2001年（平成13年） |                  | 9,926            | [ * 4 ]  |
| 2002年（平成14年） | 20,962           | 10,306           | [ * 5 ]  |
| 2003年（平成15年） | 22,088           | 10,770           | [ * 6 ]  |
| 2004年（平成16年） | 22,158           | 10,802           | [ * 7 ]  |
| 2005年（平成17年） | 22,341           | 10,905           | [ * 8 ]  |
| 2006年（平成18年） | 22,549           | 11,016           | [ * 9 ]  |
| 2007年（平成19年） | 22,116           | 10,841           | [ * 10 ] |
| 2008年（平成20年） | 20,974           | 10,411           | [ * 11 ] |
| 2009年（平成21年） | 21,183           | 10,528           | [ * 12 ] |
| 2010年（平成22年） | 20,965           | 10,431           | [ * 13 ] |
| 2011年（平成23年） | 20,459           | 10,165           | [ * 14 ] |
| 2012年（平成24年） | 19,794           | 9,871            | [ * 15 ] |
| 2013年（平成25年） | 19,573           | 9,781            | [ * 16 ] |
| 2014年（平成26年） | 18,718           | 9,358            | [ * 17 ] |
| 2015年（平成27年） | 18,609           | 9,276            | [ * 18 ] |
| 2016年（平成28年） | 18,782           | 9,383            | [ * 19 ] |
| 2017年（平成29年） | 18,937           | 9,549            | [ * 20 ] |
| 2018年（平成30年） | 18,677           | 9,416            | [ * 21 ] |
| 2019年（令和元年） | 18,536           | 9,246            | [ * 22 ] |
| 2020年（令和02年） | 13,242           |                  |          |
| 2021年（令和03年） | 13,451           |                  |          |
| 2022年（令和04年） | 14,211           |                  |          |
| 2023年（令和05年） | 14,549           |                  |          |
| 2024年（令和06年） | 14,623           |                  |          |

## 駅周辺
- 横須賀リサーチパーク
- 横須賀野比郵便局
- 野比海岸
- 港湾空港技術研究所野比実験場
- 国立病院機構久里浜医療センター
- 筑波大学附属久里浜特別支援学校
- 国立特別支援教育総合研究所
- YRP野比駅前商店街
- 野比温泉（1989年開業、2022年12月25日閉館[11]）
- 神奈川大学野比研修所
- 湘南信用金庫野比支店
- 横須賀市立野比小学校
- 横須賀市立野比東小学校
- 横須賀市立粟田小学校
- 横須賀市立野比中学校
- 横須賀市立長沢中学校
- 国道134号
- 神奈川県道27号横須賀葉山線
- 通研通り
- 北下浦海岸通り

## バス路線
京浜急行バスにより運行されている。平日朝夕の基幹路線であるYRP方面に加え、大矢部・新岩戸団地方面や横須賀市民病院への路線が設定されており、列車と乗り継ぐ利用者も多い。発着する路線の詳細は京浜急行バス久里浜営業所を参照。1番乗り場から3番乗り場までは駅側、4番乗り場は道路の反対側に設置されている。
| 乗り場 | 系統   | 経由                           | 行先           | 備考                                                   |
| ------ | ------ | ------------------------------ | -------------- | ------------------------------------------------------ |
| 1      | 野4    | YRP                            | 通信研究所     | 土休日は朝夕のみ                                       |
| 1      | 野5    | YRP                            | 光の丘2番      |                                                        |
| 2      | 野1    | 浅間神社                       | 通信研究所     | 平日のみ                                               |
| 2      | 野2    | 浅間神社・通信研究所           | 横須賀市民病院 |                                                        |
| 2      | 久2    | 粟田かめさん公園・ハイランド   | 京急久里浜駅   |                                                        |
| 2      | 久4    | 尻摺坂上                       | 京急久里浜駅   |                                                        |
| 3      | 野3    | 新岩戸・大矢部団地・衣笠城址   | 衣笠十字路     |                                                        |
| 3      | 北久13 | 岩戸                           | 北久里浜駅     |                                                        |
| 3      | 久13   | 岩戸・北久里浜駅               | JR久里浜駅     | 土休日は朝のみ                                         |
| 3      | 北久16 | 新岩戸・大矢部団地             | 北久里浜駅     |                                                        |
| 3      | 久16   | 新岩戸・大矢部団地・北久里浜駅 | JR久里浜駅     | 平日夕夜・土休日日中のみ                               |
| 4      | 野8    | ヤマシンフィルタ前             | ニフコ         | 平日朝のみ。それ以外の時間はチェーンで閉じられている。 |

## 隣の駅
京浜急行電鉄
 久里浜線
- □「イブニング・ウィング号」停車駅（座席指定券不要）

■快特・■特急
京急久里浜駅 (KK67) - YRP野比駅 (KK68) - 京急長沢駅 (KK69)